# Marcel Pigulea
Marcel Pigulea (n. 24 mai 1943, Albulești) este un fost jucător român de fotbal care a jucat pe postul de fundaș la echipe de Divizia A și Divizia B. După care și-a agățat ghetele în cui, firesc ca orice sportiv și s-a apucat de antrenorat acesta a antrenat și echipe de juniori nu numai de seniori. A fost, între 1980 și 1987, coordonatorul centrului „Luceafărul”. A reușit calificarea României la turneul final UEFA 1983 în Anglia. Pigulea a lansat în fotbalul mare jucători de renume internațional, precum Gheorghe Hagi, Marius Lăcătuș, Miodrag Belodedici, Dorin Mateuț, Emil Săndoi, Dumitru Stângaciu, Cosmin Contra sau Laurențiu Roșu.

## Carieră

### Fotbalist
- Dunărea Giurgiu 1961-1963
- Flacăra Roșie București 1963-1964
- Metalul București 1964-1966
- Sportul Studențesc 1966-1968
- Argeș Pitești 1968-1974
- FCM Reșița 1974-1976

### Antrenor
- Chimia R Vâlcea 1976-1981
- Politehnica Timișoara 1981-1982
- România U19 1982-1984
- Dunărea Galați 1984-1985
- Chimia R Vâlcea 1985-1986
- Gloria Buzău 1986-1987
- România U19 1992-1994
- Național 1994-1995
- România U19 1994-1995
- HUSA Agadir 1996-1997
- Algeria 1998-1999